# Девушки! Девушки! Девушки!
«Девушки! Девушки! Девушки!» (англ. Girls! Girls! Girls!) — музыкальный комедийный фильм 1962 года. В этом фильме Элвис Пресли играет роль рыбака, любящего вольную морскую жизнь в море и живущего в мечтах об обладании своей собственной лодкой.
Премьера фильма состоялась 21 ноября 1962 года. Съёмки фильма проходили на Гавайях.

## Сюжет
Росс Карпентер (Пресли) — свободолюбивый рыбак, любящий море. Когда Росс узнает, что его босс собирается отправиться в Аризону, Росс должен найти способ купить лодку Westwind, о которой он и его отец мечтали всю жизнь.

## В ролях
- Элвис Пресли — Росс Карпентер
- Стелла Стивенс — Робин Гантнер
- Джереми Слейт — Весли Джонсон
- Лорел Гудвин — Лорел Додж
- Бенсон Фонг — Кин Янг
- Роберт Штраусс — Сэм
- Гай Ли — Чен Янг
- Фрэнк Пулья — Папа Ставрос
- Лили Валенти — Мама Ставрос
- Бела Кво — Мадам Янг

## Награды и номинации
- Премия «Золотой глобус»: Номинация «Лучший фильм — мюзикл» на церемонии 1963 года. Победитель этого года — «Продавец музыки» (англ. The Music Man).[2]

## Даты премьер
Даты приведены в соответствии с данными kinopoisk.ru.
- США — 21 ноября 1962
- Бразилия — 24 декабря 1962
- Франция — 16 января 1963
- Дания — 4 февраля 1963
- Швеция — 8 февраля 1963
- Италия — 8 марта 1963
- Финляндия — 22 марта 1963
- Гонконг — 11 апреля 1963
- Германия — 12 апреля 1963
- Япония — 27 апреля 1963
- Испания — 18 мая 1964

## Интересные факты
- Во время работы над песней Return To Sender, Элвис подражает своими движениями известному американскому певцу рок-н-ролла Джеки Уилсону.[3]
- Рабочие названия этого фильма: «Cumbo Ya Ya» (рус. Все говорят сразу), «Приём на борту», «Девушка в каждом порту» и «Джамбалайя».[3]
- В сцене, где Элвис исполняет песню «Where Do You Come From» для Лорел Гудвин показана та же Каменная Готическая Церковь, которая показывается двадцатью годами ранее в фильме «Идти своим путём» с участием Бинга Кросби и Барри Фицджеральда.[3]

### Рецензии на фильм
- Рецензия Джэмми Гиллса на сайте Apollo Movie Guide. (англ.)

### Рецензии наDVD
- Рецензия из киноколлекции «Свет! Камера! Элвис!» автор: Пол Мэвис на сайте DVD Talk, 6 августа, 2007. (англ.)
- Рецензия Жона Дэнжира на сайте digitallyobsessed.com, 3 февраля, 2003. (англ.)